# 鐵金剛勇戰殺人狂魔
《殺人執照》（英語：Licence to Kill）於1989年上映，是第16部占士·邦系列影片，主角鐵摩·達頓。

## 劇情
詹姆士·龐德（提摩西·達頓 飾）的好友菲力克專門負責執行緝毒的任務，沒料到他竟然在新婚當天被販毒集團所擄走，且最重要的秘密檔案也一併失蹤，他的妻子更是慘遭姦殺。龐德為了要抓到兇手，冒充成前來交易的毒販，卻意外發現另有飛彈的陰謀正蓄勢待發，龐德是否能一舉殲滅禍首而凱旋嗎？

## 演員
- 詹姆士·龐德 - 提摩西·達頓
- Lupe Lamora - Talisa Soto
- Pam Bouvier - Carey Lowell
- Franz Sanchez - 勞勃·戴維
- Milton Krest - Anthony Zerbe
- Dario - 班尼西歐·狄奧·托羅
- M - 勞勃·布朗
- Q - 戴斯蒙·李維林
- 曼妮潘妮小姐 - Caroline Bliss
- Felix Leither - David Hedison
- Sharkey - Frank McRae
- 香港警察 - 田川洋行

## 拍攝地點
- 美国佛羅里達州
- 墨西哥

## 主題曲
由葛蕾蒂絲·奈特（Gladys Knight）演唱的同名主題曲「Licence to Kill」

## 外部連結
- MGM's official Licence to Kill website （页面存档备份，存于）
- 互联网电影数据库（IMDb）上《鐵金剛勇戰殺人狂魔》的资料（英文）
- 爛番茄上《鐵金剛勇戰殺人狂魔》的資料（英文）
- 豆瓣电影上《鐵金剛勇戰殺人狂魔》的資料 （简体中文）
- Box Office Mojo上《鐵金剛勇戰殺人狂魔》的資料（英文）
- AllMovie上《鐵金剛勇戰殺人狂魔》的资料（英文）